# Rum (Maďarsko)
Rum je obec v Maďarsku v župě Vas, spadající pod okres Szombathely. Nachází se u řeky Ráby, asi 21 km jihovýchodně od Szombathely a asi 200 km jihozápadně od Budapešti. Ve obci žije přibližně 1 200 obyvatel.
První písemná zmínka o Rumu pochází z roku 1246, nálezy však dokládají, že místo bylo osídleno již v době Římské říše. Název Rum pravděpodobně pochází ze starého německého osobního jména Ruhm.
Rumem prochází hlavní silnice 87 a vedlejší silnice 8701 a 8702. Nachází se zde kostel svatého Ladislava, dva hřbitovy a v místní části Harasztmajor se nachází zámek rodu Széchenyiů.

## Sousední obce
| Růžice kompasu | Csempeszkopács       |           | Meggyeskovácsi | Růžice kompasu |
| Růžice kompasu | Rábatöttös Zsennye   | Sever     |                | Růžice kompasu |
| Růžice kompasu | Rábatöttös Zsennye   | Rum       |                | Růžice kompasu |
| Růžice kompasu | Rábatöttös Zsennye   | Jih       |                | Růžice kompasu |
| Růžice kompasu | Püspökmolnári Vasvár | Alsóújlak | Kám            | Růžice kompasu |